# Schlörwagen

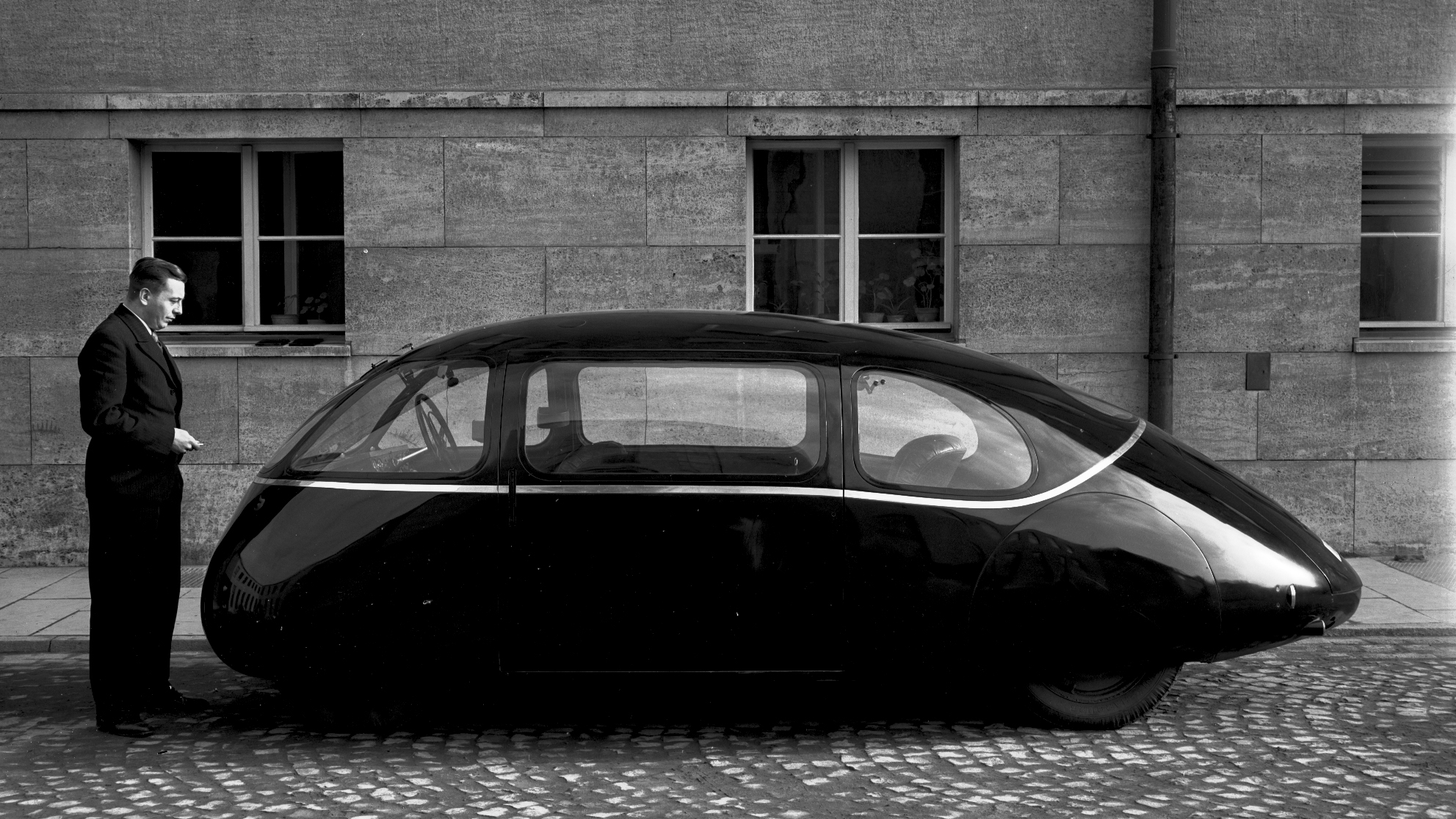
Der Schlörwagen (Front links, Heck rechts)

Das Experimentalfahrzeug Schlörwagen (auch „Göttinger Ei“ oder „Flügel auf Rädern“) war eine Entwicklung des deutschen Ingenieurs Karl Schlör von Westhofen-Dirmstein (1910–1997). Schlör gilt als Erfinder des „windschnittigsten Familienautos der Automobilgeschichte“.

## Geschichte
Der 1939 an der Aerodynamischen Versuchsanstalt (AVA) in Göttingen entwickelte Prototyp mit einer Karosserie aus Aluminium galt lange als konsequenteste Lösung günstiger Aerodynamik im Fahrzeugbau: Er zeigte bei den Messungen zu seiner Windschlüpfigkeit einen Strömungswiderstandskoeffizienten (cw-Wert) von 0,186. Bei Nachmessungen in den 1970er-Jahren ermittelten Volkswagen-Techniker anhand eines Modells einen cw-Wert von 0,15. Die Konstruktion des stromlinienförmigen Wagens orientierte sich an der Form von Flugzeugtragflächen und war auf minimalen Treibstoffverbrauch ausgerichtet. Mit sieben Sitzplätzen war er als geräumiges Familienfahrzeug geplant. Heutige Pkw reichen mit einem cw-Wert von 0,24 bis 0,3 nicht an diese Konstruktion heran. Erst in jüngster Zeit wird durch das Aufkommen vollelektrischer Fahrzeuge eine nochmals verbesserte Aerodynamik angestrebt, wie beispielsweise mit dem Mercedes-Benz EQS, der mit dem aktuellen Rekordwert von 0,20 am nächsten an den Schlörwagen heranreicht. Lediglich Experimentalautos wie das „1-Liter-Auto“ von VW oder der „Fennek“ der TU Graz weisen niedrigere cw-Werte auf. 
Aufgebaut wurde der Schlörwagen auf einem modifizierten Fahrgestell des Mercedes 170 H. Der Radstand betrug 2,60 Meter, das Fahrzeug war 4,33 Meter lang und 1,48 Meter hoch. Die Breite von 2,10 Metern war nötig, um die Räder innerhalb der Karosserie laufen zu lassen. Die bei einem Essener Unternehmen hergestellte Karosserie war tropfenförmig aufgebaut, hatte bündig abschließende Fenster mit gebogenen Scheiben und einen geschlossenen Boden. Allerdings war sie trotz des Aufbaus aus Aluminium etwa 250 kg schwerer als die des Mercedes 170 H; seine strömungsgünstige Form und der wegen des Heckmotors weit hinten liegende Schwerpunkt beeinträchtigten die Fahrsicherheit des Schlörwagens und machten ihn stark anfällig für Seitenwind.
Bei einer Testfahrt mit einem Serienfahrzeug Mercedes 170 H als Vergleichsmodell war der Schlörwagen mit ungefähr 135 km/h Spitzengeschwindigkeit um 20 km/h schneller als der Mercedes und verbrauchte mit 8 Liter Benzin auf 100 Kilometer zwischen 20 und 40 Prozent weniger Treibstoff als das Vergleichsfahrzeug, das bei 10 bis 12 Litern lag. Laut Karl Schlör soll das Fahrzeug bei einer Fahrt sogar mit 146 km/h gefahren sein, was aber nicht als nachgewiesen gilt. Der Wagen erzeugte mit diesen Werten auf der IAA 1939 in Berlin Aufsehen.
1942 wurde der Schlörwagen am Heck mit einem im Zweiten Weltkrieg erbeuteten sowjetischen Propellerantrieb mit einem 130 PS (96 kW) leistenden Sternmotor ausgestattet und absolvierte damit Testfahrten in Göttingen. Der Prototyp des Wagens befand sich zuletzt nach dem Ende des Zweiten Weltkriegs nachweisbar bis August 1948 auf dem Gelände des Deutschen Zentrums für Luft- und Raumfahrt (DLR) in Göttingen. Versuche Schlörs, die stark beschädigte Karosserie von der britischen Militärverwaltung ausgehändigt zu bekommen, schlugen fehl. Ihr Verbleib ist seitdem ungeklärt.
Anlässlich des 100-jährigen Jubiläums des DLR stellte es 2007 ein erhalten gebliebenes verkleinertes Original-Modell in einen Windkanal: Es zeigte keinerlei Strömungsabrisse oder bremsende Verwirbelungen. Auch keinen erhöhten Luftwiderstand produzierend, erschien das lang herabgezogene Heck geradezu ideal.
Ein nach den im DLR-Archiv aufbewahrten Originalzeichnungen gefertigter Nachbau im Maßstab 1:5 ist im „PS-Speicher“ in Einbeck zu besichtigen.
Um 2021 befanden sich zwei Exemplare im Aufbau, auf Basis alter Mercedes-Benz-170-H-Fahrgestelle: Eine fahrbereite Variante bei der Central Garage in Bad Homburg und eine teilgeschnittene bei den „Mobilen Welten“
in Sehnde bei Hannover.

## Galerie

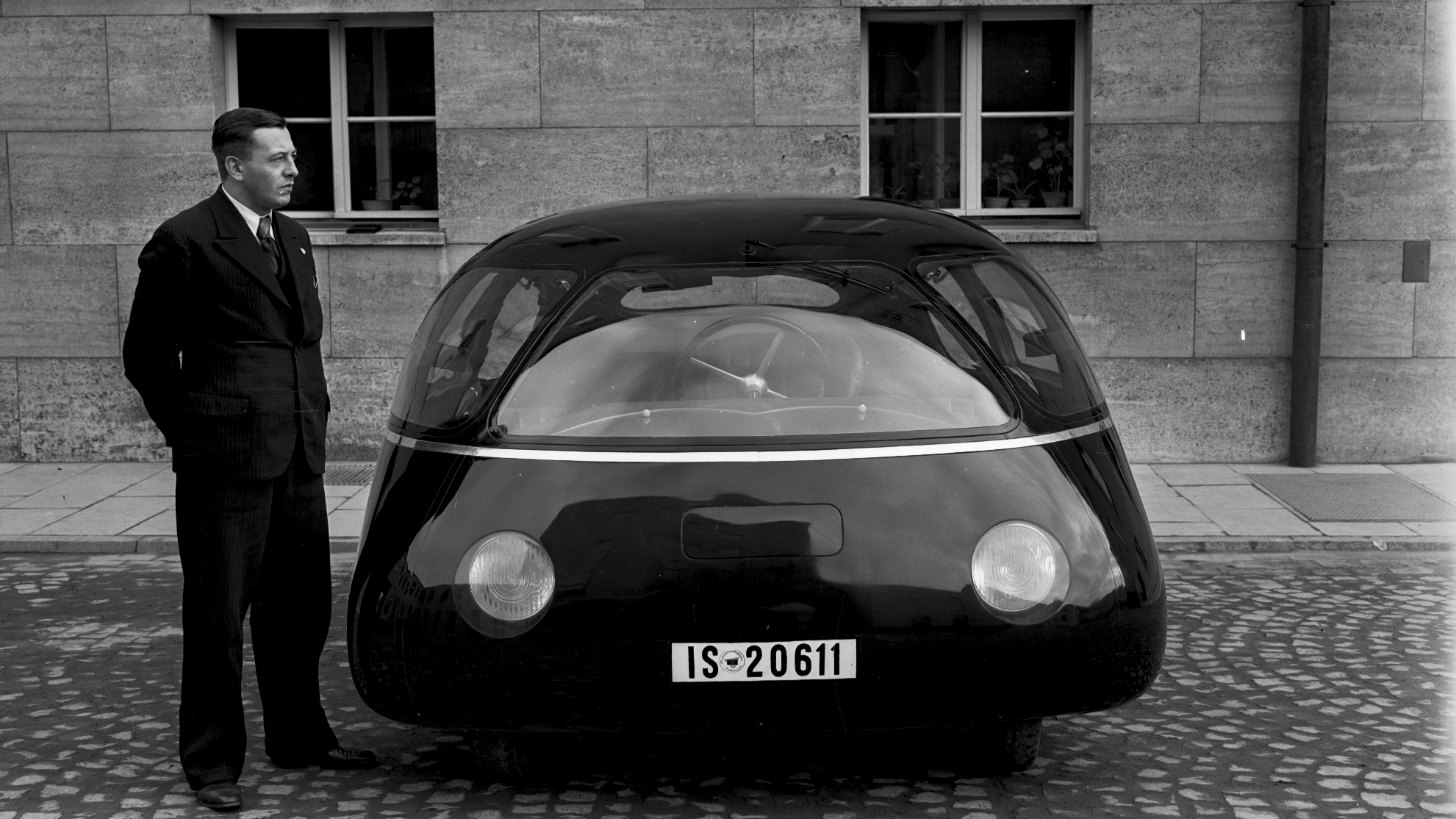
Von vorne, daneben zum Größenvergleich eine männliche Person
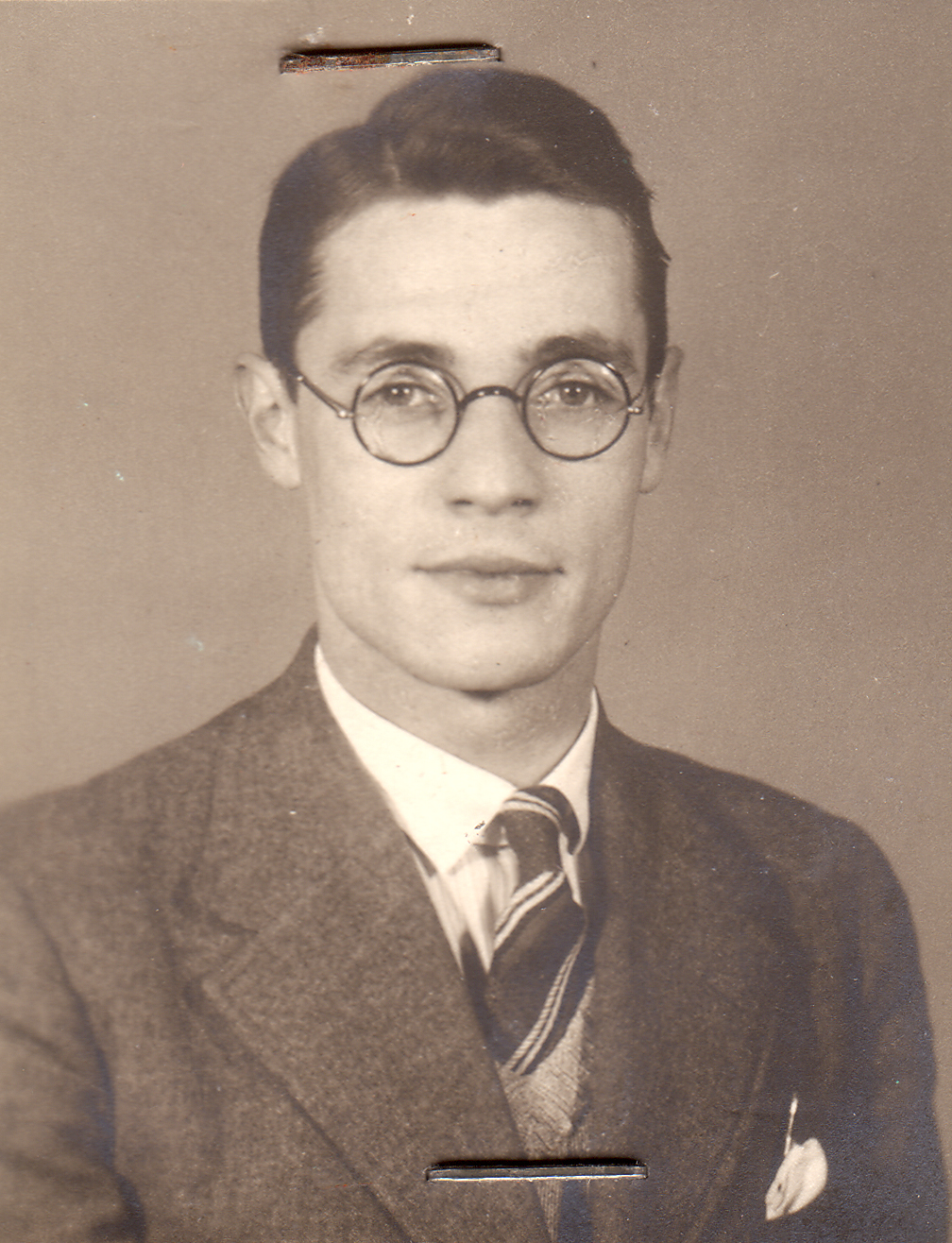
Karl Schlör (1939)
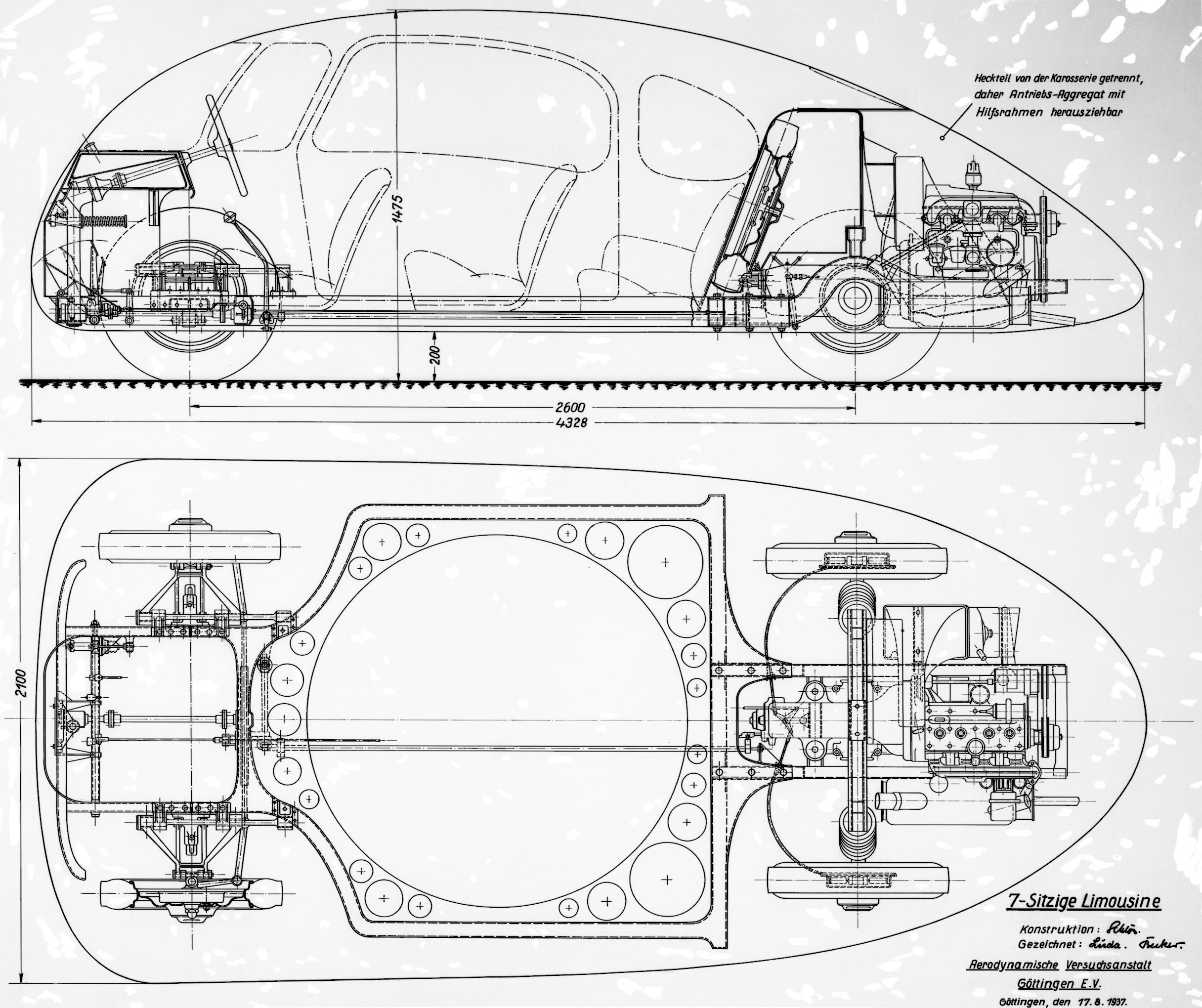
Konstruktionszeichnungen („7-sitzige Limousine“)
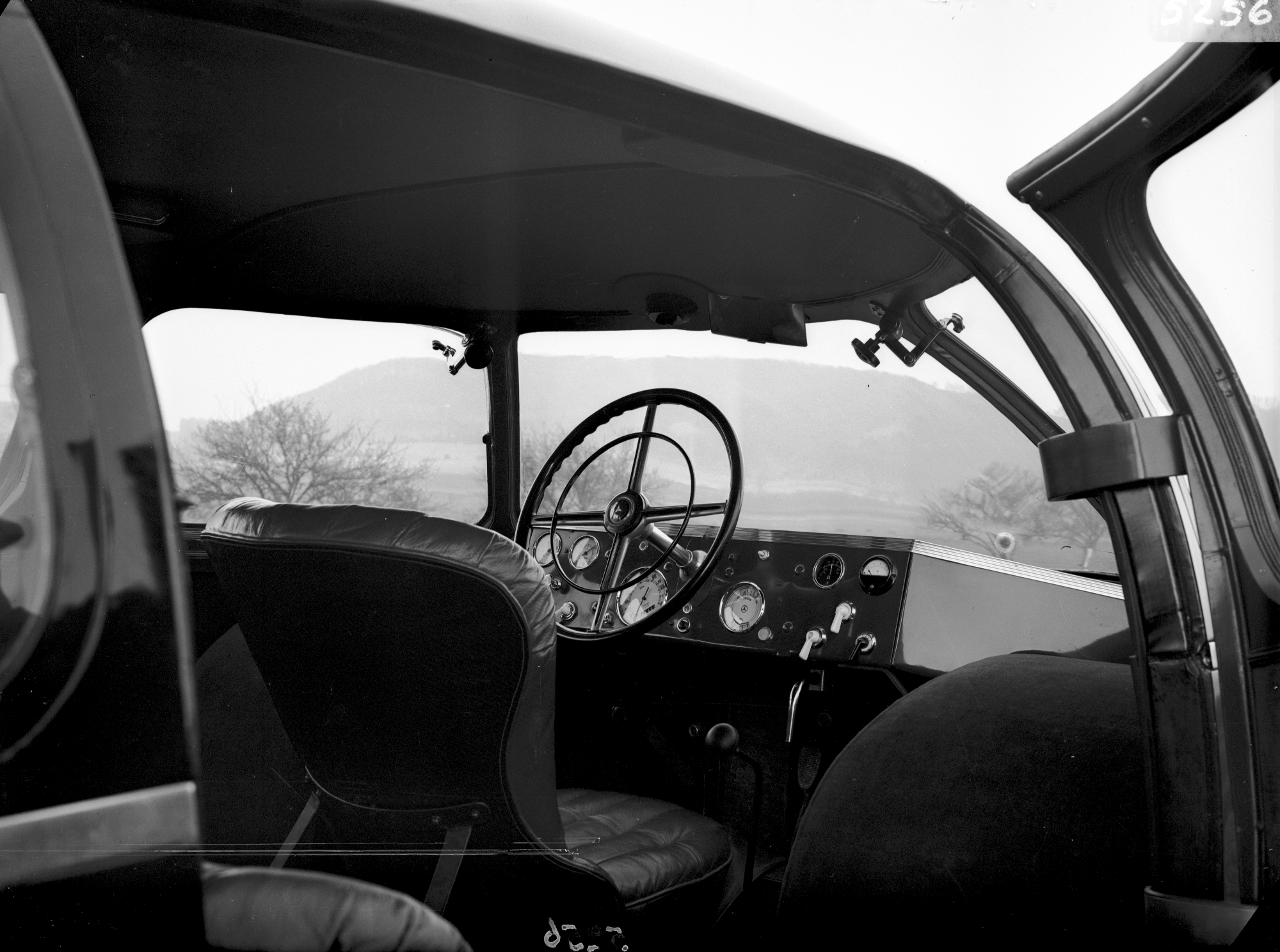
Fahrersitz, Armaturenbrett und Lenkrad
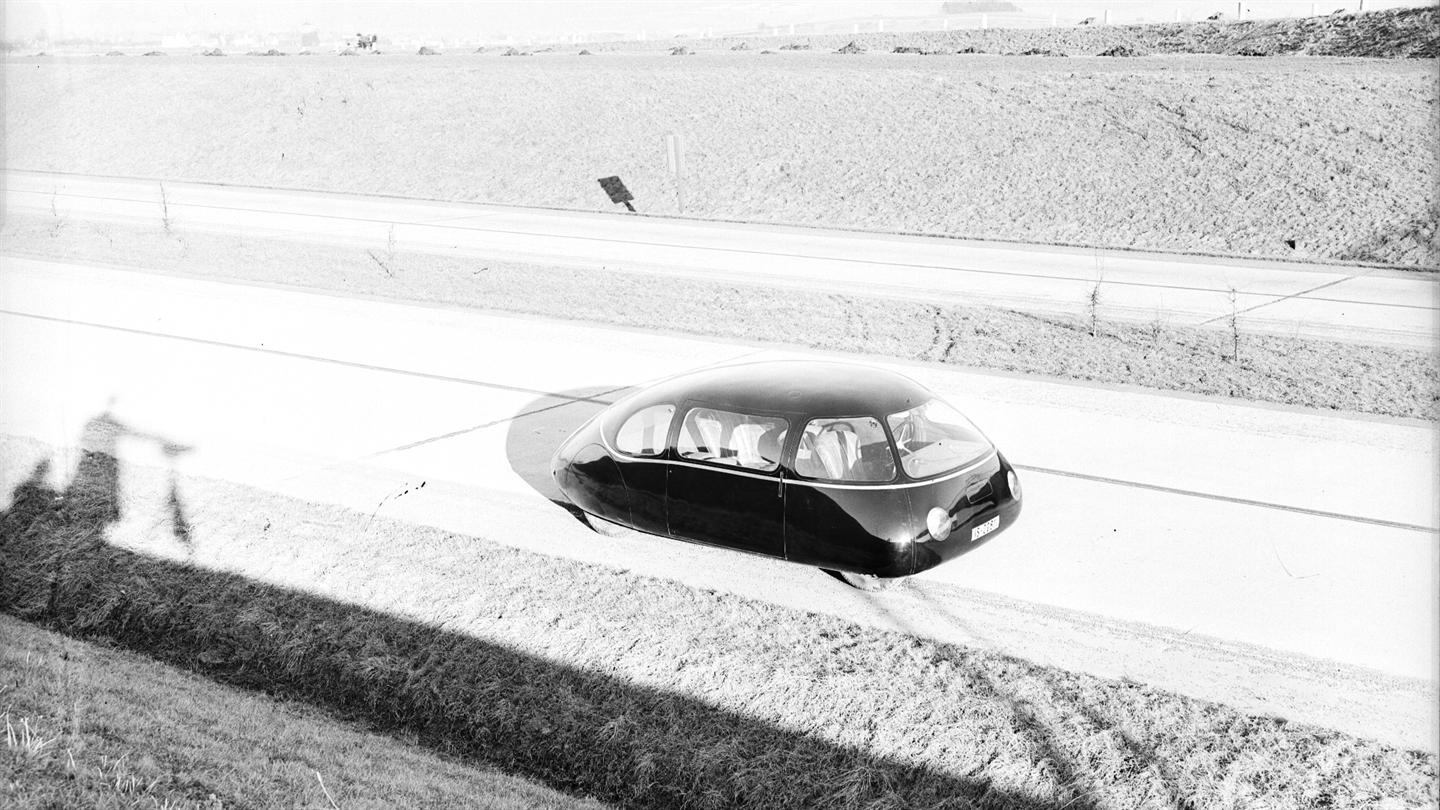
Der Wagen auf der bei Göttingen gerade fertiggestellten Vorläuferin der heutigen Bundesautobahn A 7 (1939)
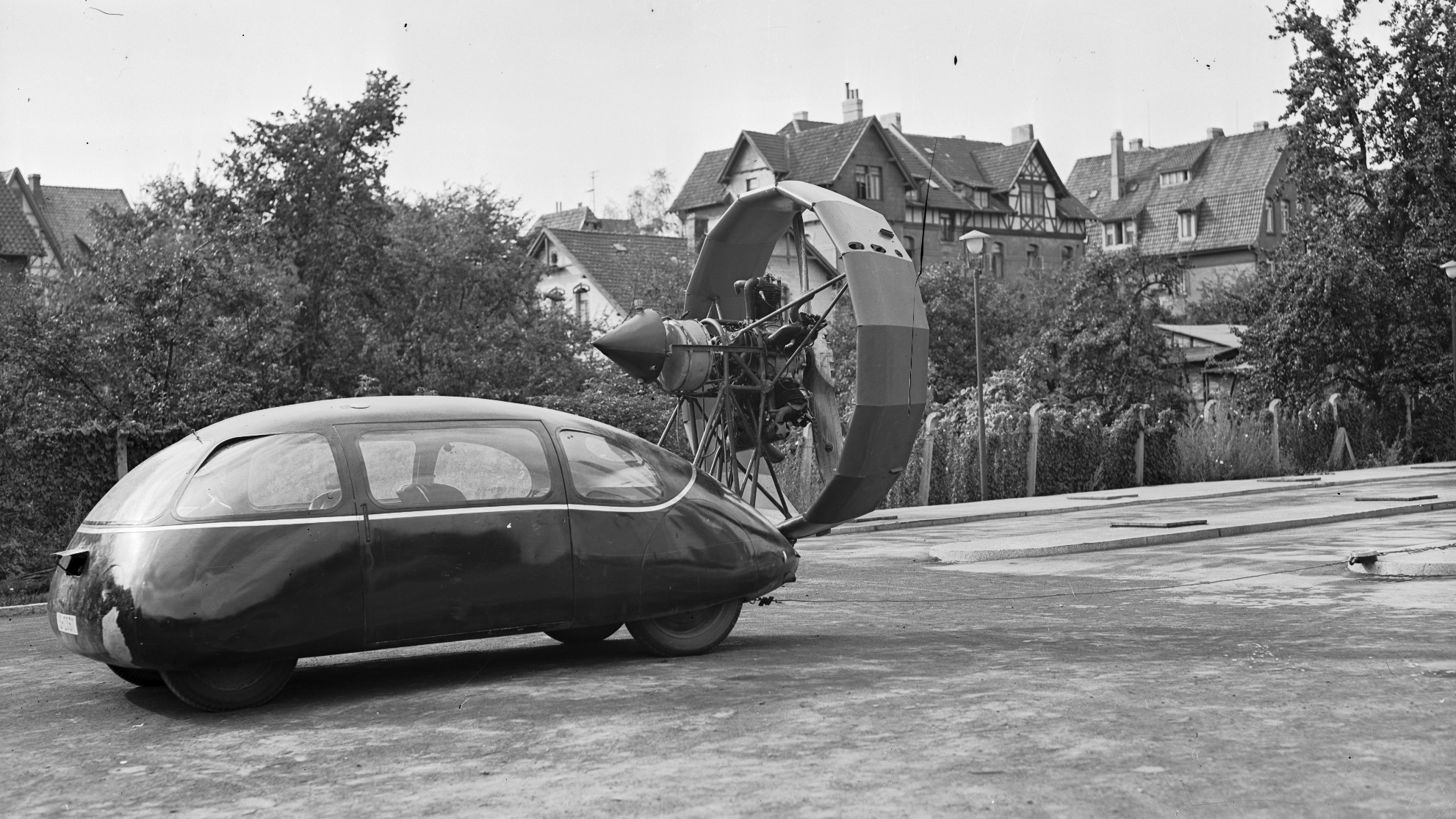
Mit einem sowjetischen 130-PS-Propeller als Antrieb (1942)
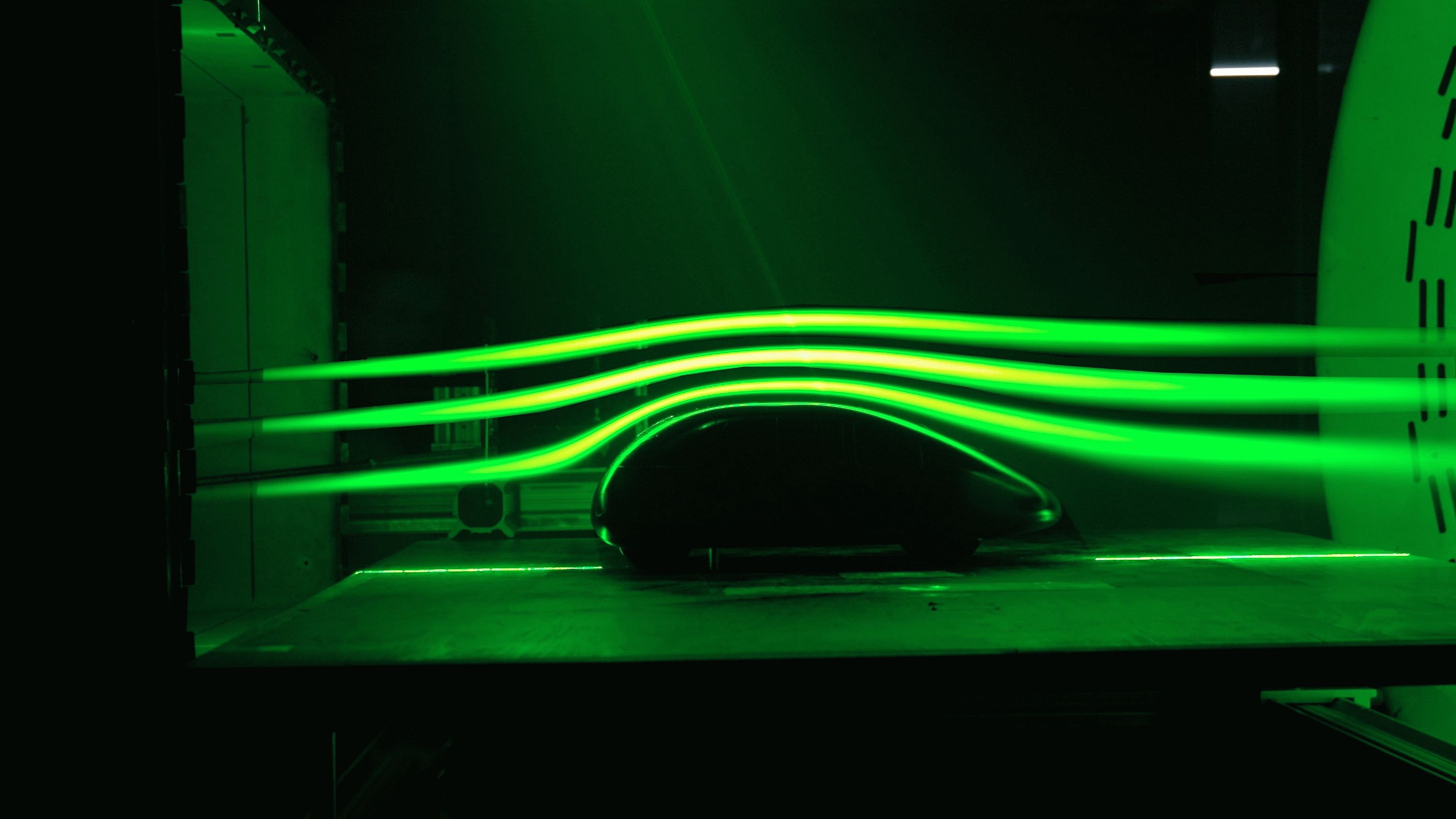
Deutsches Zentrum für Luft- und Raumfahrt (DLR): Schlörwagen-Modell im Windkanal